# Mirax aspidiscae
Mirax aspidiscae är en stekelart som beskrevs av William Harris Ashmead 1893. Mirax aspidiscae ingår i släktet Mirax och familjen bracksteklar. Inga underarter finns listade i Catalogue of Life.